# Princess (Sängerin)
Princess (bürgerlicher Name Desiree Heslop, * 27. November 1961 in London) ist eine britische Sängerin, die vor allem mit ihrem Hit Say I’m Your Number One bekannt wurde.

## Karriere
Ihre Musikkarriere begann Desiree Heslop in den 1970er Jahren bei der Band Osibisa. Des Weiteren arbeitete sie mit Mai Tai, Evelyn Thomas und Precious Wilson zusammen.
Im Jahre 1985 kam es zur Zusammenarbeit mit dem britischen Produzententeam Stock Aitken Waterman. Unter dem Namen Princess erschien im Sommer desselben Jahres die Single Say I’m Your Number One, die weltweit über eine Million Mal verkauft wurde. 
Im Frühjahr 1986 erschien das Album Princess, das auch die weiteren Singles After the Love Has Gone, I’ll Keep on Loving You, Tell Me Tomorrow und In the Heat of a Passionate Moment enthält. Die ersten drei genannten Singles erreichten in Großbritannien die Top 40, keine dieser Singles konnte jedoch den Erfolg von Say I’m Your Number One wiederholen.
Princess wechselte daraufhin die Produzenten. Ihr zweites Album All for Love wurde unter anderem von Richard James Burgess produziert und erschien im Sommer 1987. Ihre letzte Chartnotierung hatte sie Mitte 1987 mit der Single Red Hot.
Von 1991 bis 2003 lebte sie in den USA, kehrte aber im Jahre 2003 nach England zurück. In der britischen TV-Show Hit Me Baby One More Time hatte sie im Jahre 2005 noch einmal einen größeren Auftritt mit ihrem größten Hit sowie mit einer Coverversion von Kylie Minogues Hit Slow.

## Diskografie

### Alben
| Jahr | Titel    | Höchstplatzierung, Gesamtwochen, AuszeichnungChartplatzierungen (Jahr, Titel, Platzierungen, Wochen, Auszeichnungen, Anmerkungen) | Höchstplatzierung, Gesamtwochen, AuszeichnungChartplatzierungen (Jahr, Titel, Platzierungen, Wochen, Auszeichnungen, Anmerkungen) | Höchstplatzierung, Gesamtwochen, AuszeichnungChartplatzierungen (Jahr, Titel, Platzierungen, Wochen, Auszeichnungen, Anmerkungen) | Höchstplatzierung, Gesamtwochen, AuszeichnungChartplatzierungen (Jahr, Titel, Platzierungen, Wochen, Auszeichnungen, Anmerkungen) | Anmerkungen                    |
| Jahr | Titel    | DE | AT | CH | UK | Anmerkungen                    |
| ---- | -------- | --- | --- | --- | --- | ------------------------------ |
| 1986 | Princess | DE32 (7 Wo.)DE | — | CH15 (3 Wo.)CH | UK15 Silber · (14 Wo.)UK | Erstveröffentlichung: Mai 1986 |

Weitere Alben
- 1987: All for Love (VÖ: September)
- 1999: Number One 2000 Remixes (Kompilation)
- 2014: The Emergence (erstes Album der Trilogie The Emergence, the Passion, the One)

### Singles
| Jahr | Titel Album                                 | Höchstplatzierung, Gesamtwochen, AuszeichnungChartplatzierungen (Jahr, Titel, Album, Platzierungen, Wochen, Auszeichnungen, Anmerkungen) | Höchstplatzierung, Gesamtwochen, AuszeichnungChartplatzierungen (Jahr, Titel, Album, Platzierungen, Wochen, Auszeichnungen, Anmerkungen) | Höchstplatzierung, Gesamtwochen, AuszeichnungChartplatzierungen (Jahr, Titel, Album, Platzierungen, Wochen, Auszeichnungen, Anmerkungen) | Höchstplatzierung, Gesamtwochen, AuszeichnungChartplatzierungen (Jahr, Titel, Album, Platzierungen, Wochen, Auszeichnungen, Anmerkungen) | Anmerkungen                        |
| Jahr | Titel Album                                 | DE | AT | CH | UK | Anmerkungen                        |
| ---- | ------------------------------------------- | --- | --- | --- | --- | ---------------------------------- |
| 1985 | Say I’m Your Number One Princess            | DE2 (16 Wo.)DE | AT29 (2 Wo.)AT | CH4 (12 Wo.)CH | UK7 (12 Wo.)UK | Erstveröffentlichung: Juli 1985    |
| 1985 | After the Love Has Gone Princess            | DE27 (13 Wo.)DE | — | CH15 (7 Wo.)CH | UK28 (13 Wo.)UK | Erstveröffentlichung: Oktober 1985 |
| 1986 | I’ll Keep On Loving You Princess            | DE25 (10 Wo.)DE | — | CH19 (4 Wo.)CH | UK16 (8 Wo.)UK | Erstveröffentlichung: April 1986   |
| 1986 | Tell Me Tomorrow Princess                   | DE65 (3 Wo.)DE | — | — | UK34 (5 Wo.)UK | Erstveröffentlichung: Juni 1986    |
| 1986 | In the Heat of a Passionate Moment Princess | — | — | — | UK74 (2 Wo.)UK | Erstveröffentlichung: Oktober 1986 |
| 1987 | Red Hot! All for Love                       | — | — | — | UK58 (5 Wo.)UK | Erstveröffentlichung: Juni 1987    |
| 1987 | I Cannot Carry On All for Love              | — | — | — | UK92 (1 Wo.)UK | Erstveröffentlichung: August 1987  |

Weitere Singles
- 1987: Jammin’ with Your Love (VÖ: November)
- 1989: Lover Don’t Go (VÖ: Juli)
- 1995: Good to U (Rogue Unit vs. The Dream Team feat. The Voice of Princess)
- 2002: Don’t Stop (Soul Movement presents Princess)
- 2004: Ride (mit E. E. D. B.)
- 2008: Sweet Money
- 2010: One Away